# Хосла, Чайтан
Чайтан Хосла или Кхосла (англ. Chaitan Khosla) — профессор химической технологии и химии Стэнфордского университета. Он получил степень бакалавра технических наук в области химической технологии в Индийском технологическом институте в Бомбее в 1985 году и степень доктора философии в Калифорнийском технологическом институте в 1990 году с Джеем Бейли, работая над экспрессией гена гемоглобина бактерии Vitreoscilla. Он работал над постдокторской работой в Центре Джона Иннеса с Дэвидом Хопвудом. Чайтан был профессором Стэнфорда с 1992 года. Его исследования сосредоточены на двух сферах: первая заключается в построении молекулярного понимания поликетидсинтаз, а вторая сосредоточена на биохимии целиакии, особенно с участием тканевой трансглутаминазы. Его группа играет большую роль в определении роли фрагмента α2-глиадина в иммунных ответах.
Его ранние исследования поликетидов натуральных продуктов привели к основанию фармацевтической компании Kosan Biosciences в 1995 году. Работа Хослы над целиакией привела к основанию компании Alvine Pharmaceuticals и созданию некоммерческой организации Celiac Sprue Research Foundation. Он также является советником компаний LS9, Inc и Joule Unlimited. Он получил множество наград, включая премию Алана Уотермана (1999), премию Эли Лилли в области биологической химии (1999), премию ACS в области чистой химии (2000) и премию Джеймса Э. Бейли (2011).
В 2009 году Хосла был избран членом Национальной инженерной академии за разработку линий сборки молекул, разработку технологий метаболической инженерии и продвижение биофармацевтических открытий. Он также является научным сотрудником Американской академии искусств и наук и обладателем награды «Выдающийся выпускник» Калифорнийского технологического института.